# Lockdown 2006
Lockdown 2006 è stata la seconda edizione del pay-per-view prodotto dalla Total Nonstop Action Wrestling (TNA). L'evento ha avuto luogo il 23 aprile 2006 presso l'Impact Zone di Orlando in Florida.

## Risultati
| # | Match | Stipulazioni                                                              | Durata |
| - | --- | ------------------------------------------------------------------------- | ------ |
| 1 | Team Japan e Black Tiger, Minoru Tanaka e Hirooki Goto ha sconfitto Team USA (Sonjay Dutt, Jay Lethal e Alex Shelley)                                                                   | Six Sides of Steel match                                                  | 12:03  |
| 2 | Senshi ha sconfitto Christopher Daniels | Six Sides of Steel match                                                  | 12:05  |
| 3 | Bob Armstrong (con B.G. James e Kip James) ha sconfitto Konnan (con Homicide e Hernandez)                                                                                               | Arm wrestling match                                                       | 00:00  |
| 4 | Chris Sabin ha sconfitto Petey Williams (con Coach D'Amore), Elix Skipper (con Simon Diamond), Chase Stevens, Shark Boy e Puma                                                          | Xscape match                                                              | 12:52  |
| 5 | Samoa Joe (c) ha sconfitto Sabu | Six Sides of Steel match per il titolo TNA X Division Championship        | 06:10  |
| 6 | Team 3D (Brother Ray, Brother Devon e Brother Runt) hanno sconfitto Team Canada (TNA) (Bobby Roode, Eric Young e A-1 con Coach D'Amore)                                                 | Six Sides of Steel Flag match                                             | 08:47  |
| 7 | Christian Cage (c) ha sconfitto Abyss (con James Mitchell) | Six Sides of Steel match per il titolo NWA World Heavyweight Championship | 14:07  |
| 8 | Sting's Warriors (Sting, A.J. Styles, Ron Killings e Rhyno) hanno sconfitto Jeff Jarrett's Army (Jeff Jarrett, Scott Steiner, Chris Harris e James Storm) (con Gail Kim e Jackie Gayda) | Lethal Lockdown match                                                     | 25:23  |
|   | (c) è riferito al campione in carica al momento dell'inizio del match. |                                                                           |        |

### Xscape match
Ordine di eliminazione dell'Xscape match per il titolo TNA X Division Championship riportato alla quarta voce della tabella soprastante.
| Ordine di eliminazione | Eliminato      | Eliminato da   | Tempo |
| ---------------------- | -------------- | -------------- | ----- |
| 1°                     | Shark Boy      | Petey Williams | 5:02  |
| 2°                     | Chase Stevens  | Elix Skipper   | 8:53  |
| 3°                     | Elix Skipper   | Petey Williams | 9:36  |
| 4°                     | Puma           | Chris Sabin    | 10:21 |
| Perdente               | Petey Williams |                | 12:48 |
| Winner                 | Chris Sabin    |                | 12:48 |

Sabin è uscito dalla gabbia ed ha toccato il pavimento prima di Williams.